# Chiesa di Santa Maria Impensole
La chiesa di Santa Maria Impensole (o in Pensole) è una chiesa romanica localizzata nel centro storico di Narni, in Umbria.

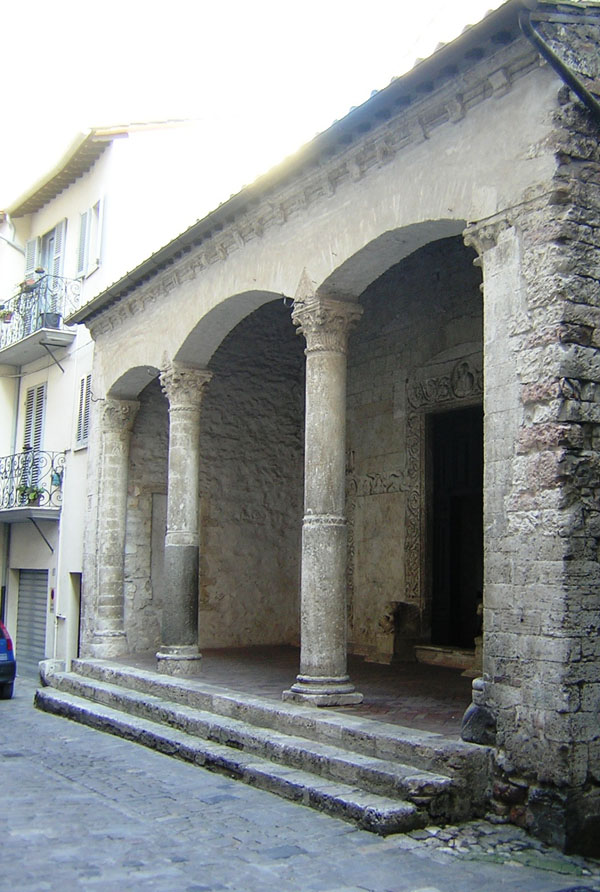
Esterno della chiesa di Santa Maria Impensole

Venne edificata come luogo di culto benedettino nel 1175, come riportato da una incisione sull'architrave della porta centrale, e deve il suo nome al fatto che si trova su un pendio.
La costruzione si ebbe sui resti di una struttura più antica, datata all'VIII secolo, identificata tradizionalmente con un tempio di Bacco, di cui mantenne la struttura portante. Nei sotterranei si trovano due cisterne romane.
La costruzione in pietra ha pianta a tre navate, con le più basse navate laterali separate da colonne che sorreggono archi a sesto ribassato, con capitelli raffiguranti figure allegoriche. La copertura è a capriate in legno.
In fondo alla navata si trova una piccola abside e l'altare in pietra, composto da un ripiano sorretto sei pilastrini, su cui si trova la statua di Maria Assunta risalente al XVII secolo.
Il portale di ingresso è ornato con fregi con piante e animali dal significato simbolico: un leone, un'aquila, un agnello e un pavone. Sopra l'arco vi è una scultura che riporta la figura del Cristo redentore (o san Benedetto secondo altre fonti)
Negli anni 1960 durante un restauro sono stati trovati sotto l'intonaco degli affreschi medievali.
Il campanile è costruito con struttura a vela, e posto sulla parte posteriore dell'edificio.

## Galleria d'immagini

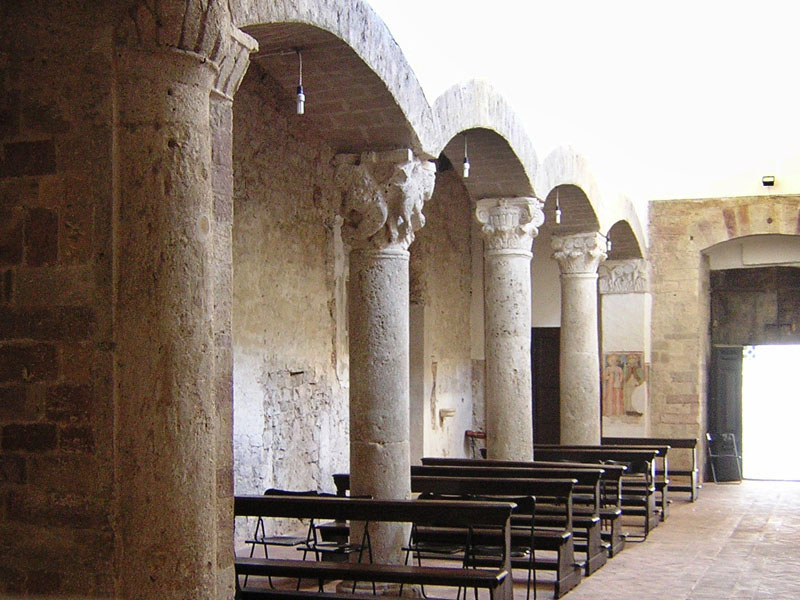
Navata destra
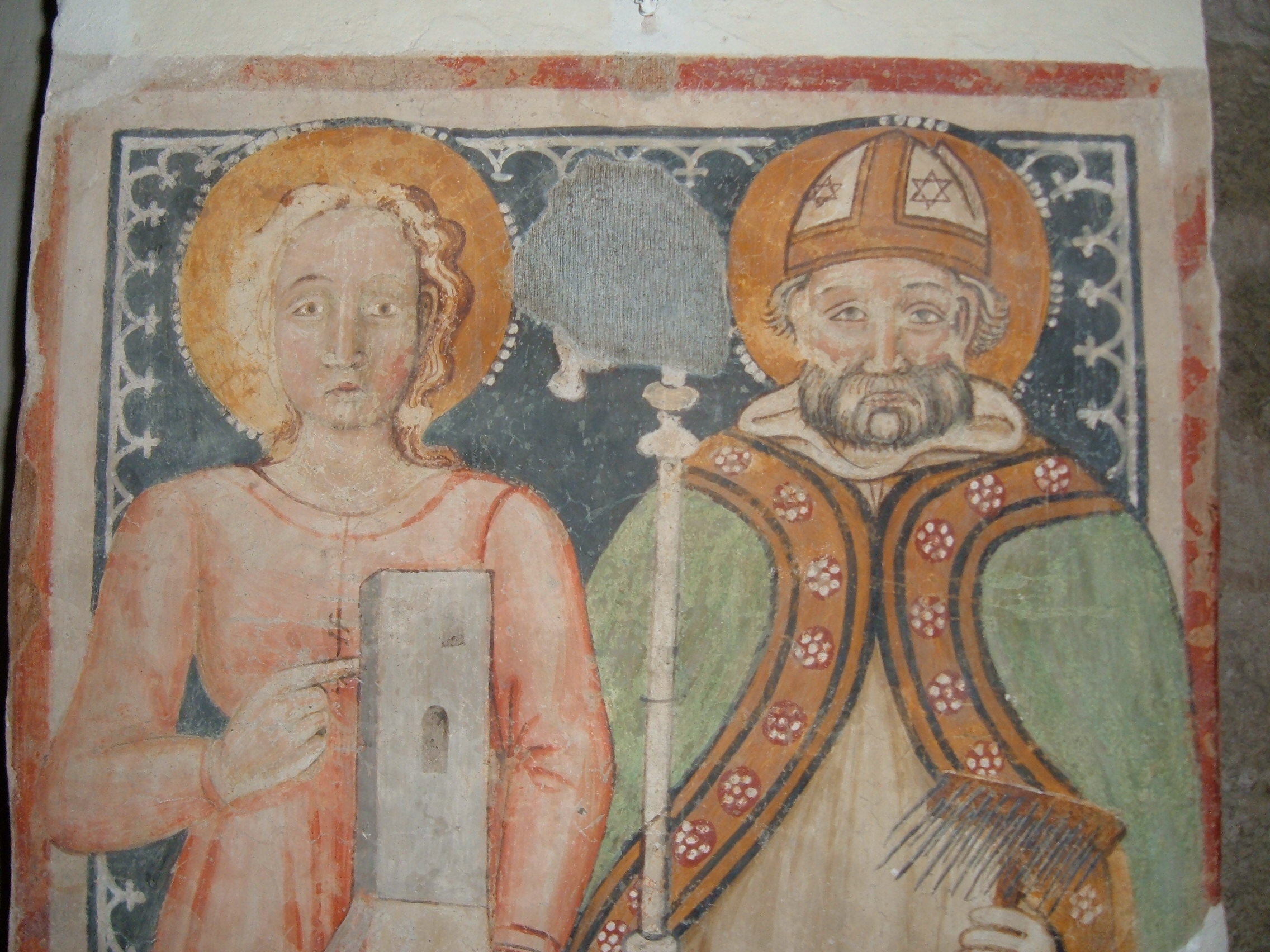
Particolare di un affresco murale
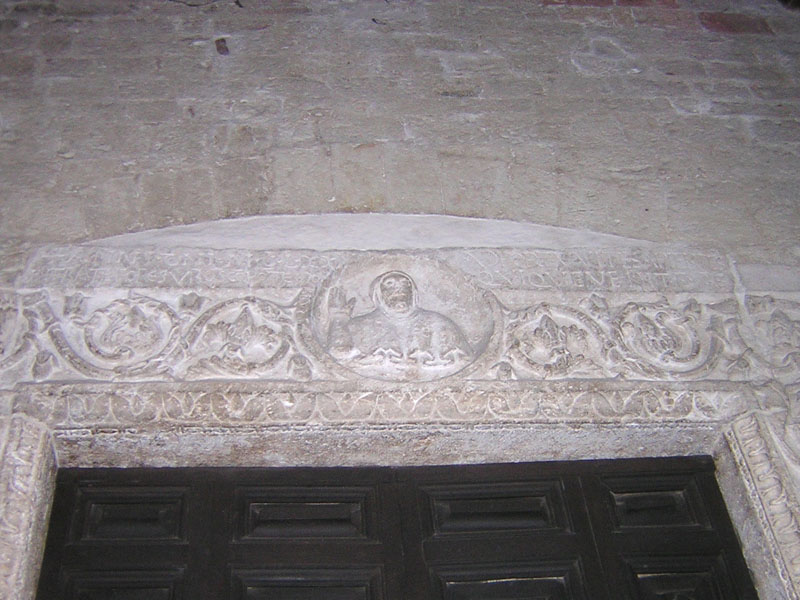
Dettaglio del portale d'ingresso